# Restaurazione inglese

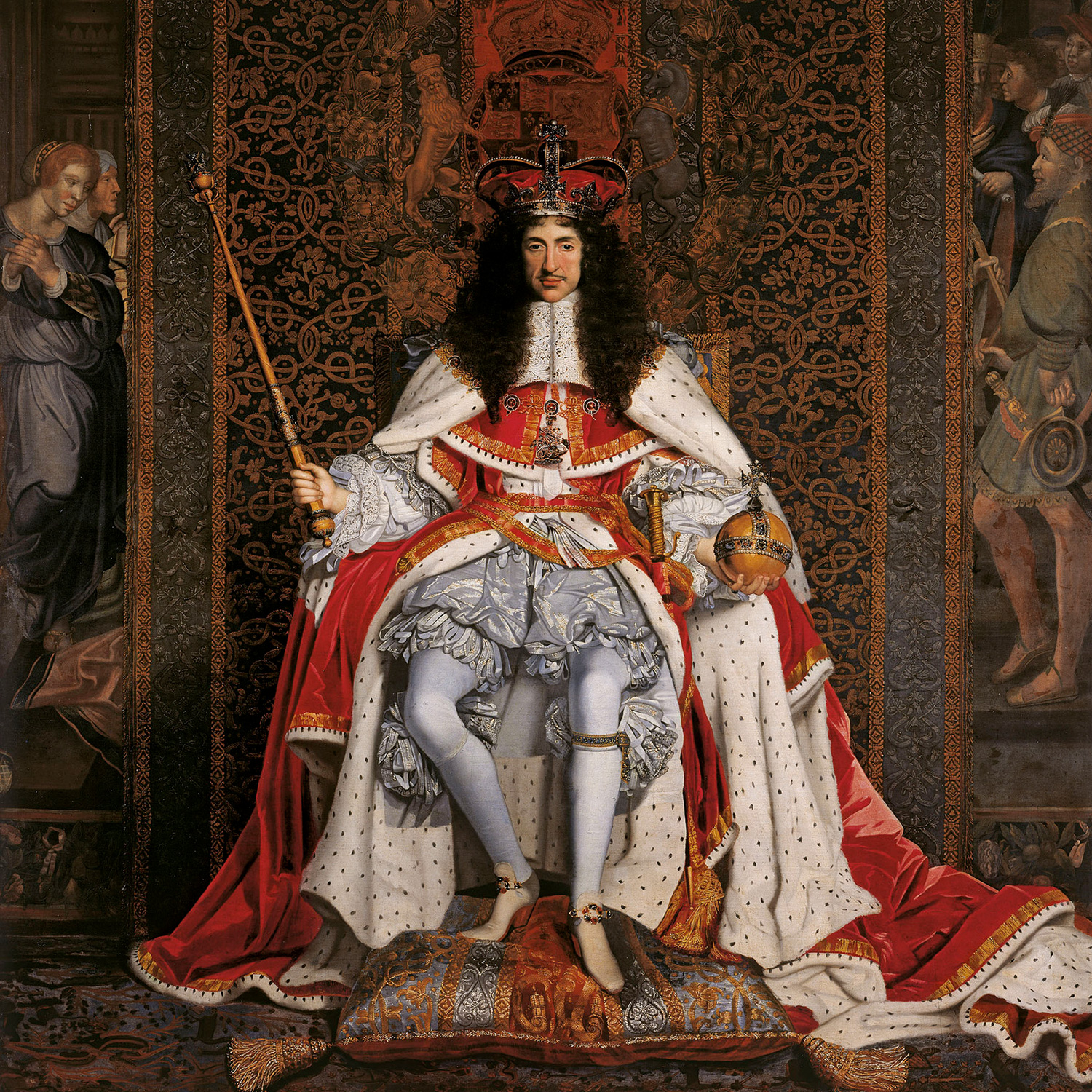
Ritratto di Carlo II d'Inghilterra nel giorno della sua incoronazione: quest'immagine è una delle più celebri e identificative del periodo della Restaurazione inglese per la forte carica regale data al monarca, divenuto egli stesso immagine propagandistica del trionfale ritorno degli Stuart

La Restaurazione (Restoration) è una fase della storia inglese. Ebbe inizio con la restaurazione sul trono di Carlo II Stuart nel 1660, dopo il Protettorato di Oliver e Richard Cromwell, e si concluse con il regno di Giacomo II Stuart (1685-1689). Il termine restaurazione è utilizzato dunque nella storia inglese sia per descrivere l'evento col quale la monarchia venne ripristinata, sia il periodo di molti anni successivi al ripristino stesso che servirono al nuovo governo per fondare il nuovo assetto politico della nazione. Il termine si utilizza comunemente per descrivere l'intero regno di Carlo II (1660–1685) e spesso anche per il breve regno di suo fratello minore Giacomo II (1685-1688). In certi contesti il termine viene esteso sino alla morte della regina Anna e all'ascesa di Giorgio I degli Hannover nel 1714; il termine viene anche esteso al mondo del teatro dove col termine inglese di Restoration comedy si indicano quei lavori realizzati sul finire del primo decennio del Settecento.

## Premesse storiche
Con la morte di Carlo I d'Inghilterra nel 1649 si concluse il periodo di conflitti interni all'Inghilterra ed ebbe inizio il governo repubblicano del Commonwealth, che poi sfociò nel Protettorato di Oliver e Richard Cromwell. Quando il potere si concentrò nelle mani di Richard nel 1659, il successore di Oliver Cromwell non fu in grado di mantenere assoggettate le Camere e, con sempre meno sostenitori, preferì lasciare il governo e fuggì sul continente. Il periodo di sconvolgimenti che seguì il vuoto di potere lasciato da Richard Cromwell portò alla discesa dell'esercito scozzese guidato da George Monck verso Londra; arrivato nella capitale, il generale Monck dichiarò decaduto il Protettorato repubblicano e chiese a Carlo II, esule in Francia, di tornare in patria per governare come re.

## Il ritorno di Carlo II

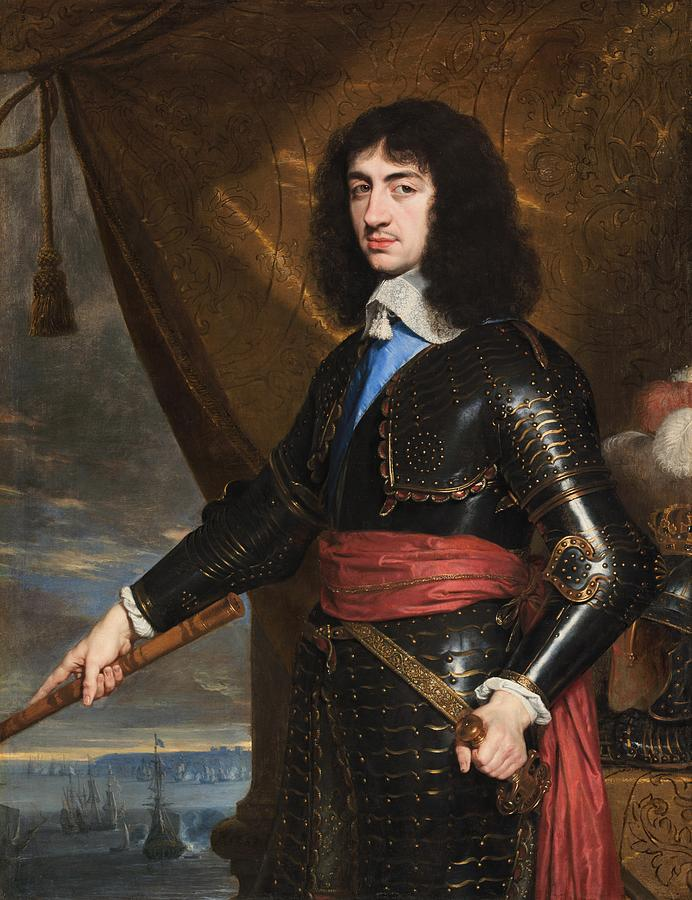
Carlo II in un ritratto eseguito da Philippe de Champaigne nel 1653.

Carlo II, che secondo i Monarchici non aveva mai smesso di essere il legittimo sovrano, ben presto emanò la dichiarazione di Breda, con la quale accettava di divenire re e garantiva un «perdono libero e generale» a qualunque vecchio nemico del futuro re e di suo padre che lo riconoscesse come proprio legittimo sovrano, fatta eccezione per alcuni dei regicidi. Si impegnò infatti a firmare l'Act of Indemnity and Oblivion con il quale escludeva dal perdono solamente cinquanta famiglie particolarmente coinvolte. Promise anche il mantenimento di un Parlamento libero che si ergesse come rappresentante del popolo, e la garanzia di tolleranza religiosa. Il Parlamento decise di accettare le condizioni di Carlo e di farlo rientrare in patria. Il sovrano ricevette queste notizie a Breda l'8 maggio 1660. Anche in Irlanda Carlo era già riconosciuto come legittimo sovrano.
Carlo partì sull'ammiraglia di quella che era la sua nuova flotta e che fu chiamata in suo onore Royal Charles e giunse a Dover il 25 maggio 1660; arrivò a Londra il 29 dello stesso mese, giorno del suo trentesimo compleanno. In breve tempo furono condannati a morte i regicidi, undici in tutto.
Il sovrano rinunciò a molti dei retaggi feudali di cui aveva goduto il padre e ricevette dal Parlamento una cifra simbolica di denaro. Tuttavia la maggior parte delle volte la cifra stanziata non bastava e così il Re ebbe la possibilità di attingere dalle Casse del Tesoro di Stato e di fruire di alcune tasse.
Durante la seconda metà degli anni sessanta il clima di gioia portato dal nuovo periodo di tranquillità e pace all'interno del Paese si ruppe, almeno a corte: morirono infatti in questi anni Enrico, il fratello minore di Carlo, da poco duca di Gloucester e la sorella Maria Enrichetta, entrambi colpiti dal vaiolo. Nello stesso periodo la cattolica Anna Hyde, figlia del Lord cancelliere Edward Hyde ammise di essere incinta e di essere segretamente sposata con il fratello del re, Giacomo, duca di York. Edward Hyde, che non sapeva nulla di tutto ciò, venne investito del titolo di conte di Clarendon e la sua influenza nella politica del Paese accrebbe notevolmente.
Il Parlamento creatosi dopo la dichiarazione di Breda venne sciolto nel dicembre del 1660; fu sostituito, poco dopo l'incoronazione di Carlo II avvenuta come tradizione nell'Abbazia di Westminster (23 aprile 1661), da un nuovo parlamento, il Cavalier Parliament, caratterizzato da un forte sentimento anglicano e realista, che rimase in carica per diciassette anni. In quel periodo vennero attuate alcune tra le maggiori riforme del regno di Carlo II, come l'obbligatorietà di adozione del Libro delle preghiere comuni (Book of Common Prayer).

## La fine della Restaurazione

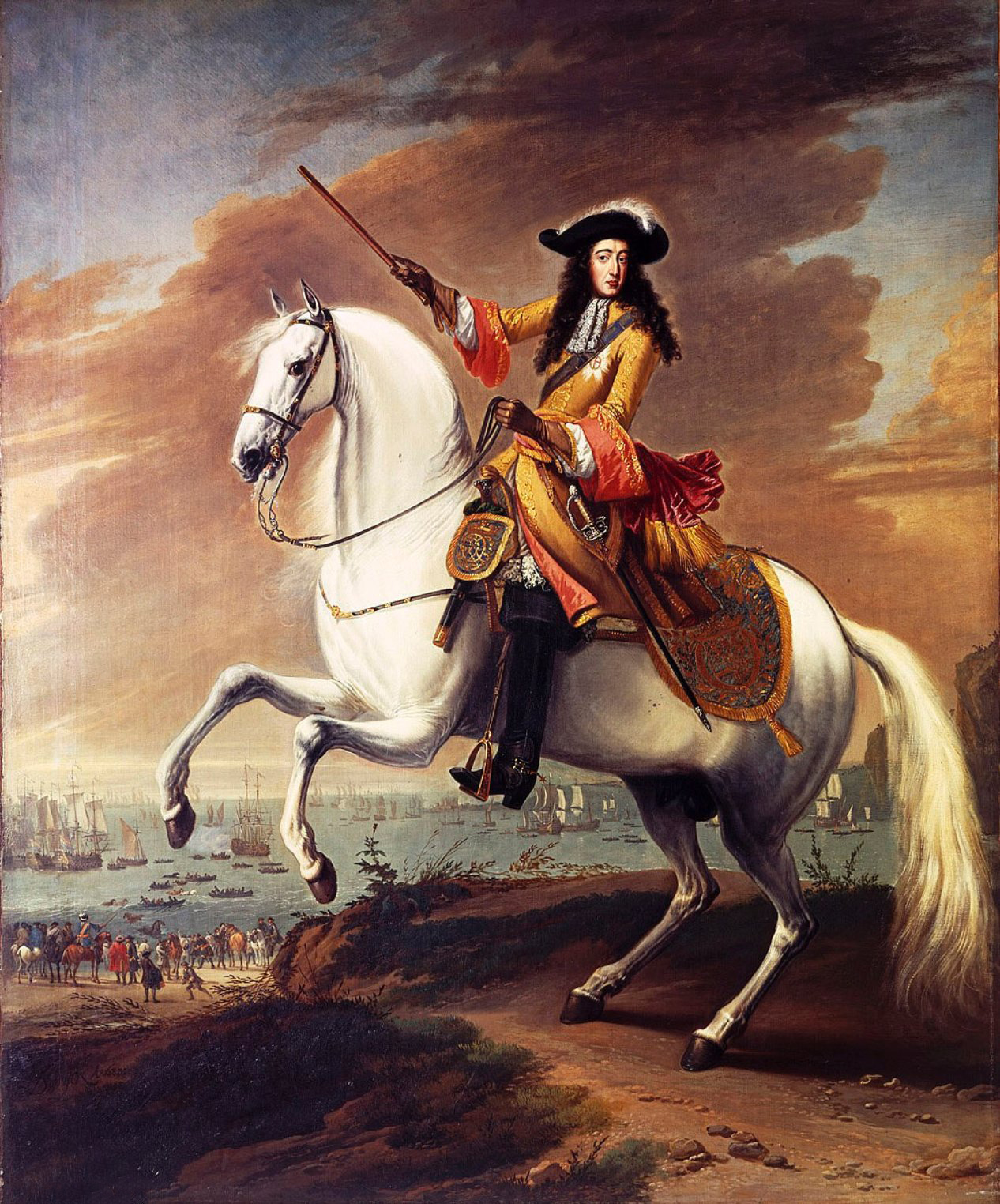
Ritratto equestre di Guglielmo III ad opera di Jan Wyck, che commemora l'inizio della Gloriosa rivoluzione del 1688

La Gloriosa rivoluzione pose fine al periodo della restaurazione in Inghilterra. La rivoluzione che detronizzò re Giacomo II perché riconosciuto come filo-cattolico e che pose nuovamente sul trono un protestante nella figura del principe Guglielmo III di Orange-Nassau, pose definitivamente fine al periodo di transizione come era stato identificato il governo degli ultimi Stuart sul trono inglese.